# Escola Mare de Déu de Montserrat
L'Escola Mare de Déu de Montserrat és una obra noucentista de Malgrat de Mar (Maresme) protegida com a Bé Cultural d'Interès Local.

## Descripció
Mercat de petites dimensions on es ven el peix i la carn. S'accedeix a través del carrer Bellaire i el carrer Carme, molt a prop de l'Ajuntament i de Can Esclaper, al centre de la vila. Cal destacar el seu interior amb les parades de marbre i de ferro forjat de principis del segle xx. L'edifici és de planta rectangular de coberta doble, aguantada per columnes de ferro. Amb el temps se li han anat incorporant noves edificacions per tal d'ampliar-lo.